# 천안 박장원 초상 및 함
천안 박장원 초상 및 함(天安 朴長遠 肖像 및 函)은 충청남도 천안시 동남구 천안박물관에 있는 조선시대 의 초상화이다. 2019년 1월 30일 충청남도의 유형문화재 제245호로 지정되었다.

## 개요
17세기에 문인관료로 활동한 박장원의 초상과 초상화 함은 대대로 후손가에 전해 내려온 가전(家傳) 유물로 상대적으로 희소한 평상복 차림의 초상화이고 표제와 자찬문 등을 갖추고 있어 조선 후기 초상화의 일 형식을 확인 할 수 있다.
또한, 화면의 묵서에는 1665년에 조세걸이 초상화를 그리고, 1671년에 자찬문이 지어졌다는 사실 등 관련 정보를 풍부하게 얻을 수 있는 사례이다.
그러나 초상화에 적용된 표현기법과 묵서를 맡은 조윤형의 활동 시기를 고려할 때 박장원 초상은 18세기 후반의 이모본(移模本)으로 추정된다.
목재 함은 짜임이나 경첩의 제작기법으로 보아 초상화와 비슷한 시기에 만들어졌을 가능성이 높다.
전체적으로 박장원의 이력과 초상화의 형식, 전래경위, 보관함의 상태 등을 고려할 때 문화재 가치가 높아 충청남도 문화재로 보존 ․ 관리하고자 지정 고시한다. 

## 참고 문헌
- 천안 박장원 초상 및 함 - 국가유산청 국가유산포털